# Julian Vaughn
Julian Vaughn (ur. 16 grudnia 1988 w Fairfax) – amerykański koszykarz występujący na pozycjach silnego skrzydłowego oraz środkowego.
19 sierpnia 2016 został zawodnikiem Stelmetu BC Zielona Góra. 13 lutego 2017 klub rozwiązał z nim umowę za porozumieniem stron. 27 lutego 2017 podpisał umowę z wenezuelskim Gaiteros de Zulia.

## Osiągnięcia
Stan na 28 lutego 2017, na podstawie, o ile nie zaznaczono inaczej.
NCAA
- Uczestnik turnieju NCAA (2010, 2011)

Klubowe
- Mistrz Czech (2016)
- Zdobywca Superpucharu Cypru (2012)
- Finalista:
  - Pucharu Belgii (2012)
  - Superpucharu Polski (2016)[6]